# The Big To-Do
The Big To-Do è l'ottavo album in studio del gruppo musicale statunitense Drive-By Truckers, pubblicato nel 2010.

## Tracce
1. Daddy Learned to Fly – 4:44 (Hood)
2. The Fourth Night of My Drinking – 4:45 (Hood)
3. Birthday Boy – 3:36 (Cooley)
4. Drag the Lake Charlie – 3:17 (Hood)
5. The Wig He Made Her Wear – 5:47 (Hood)
6. You Got Another – 5:18 (Tucker)
7. This Fucking Job – 4:58 (Hood)
8. Get Downtown – 3:13 (Cooley)
9. Girls Who Smoke (Vinyl Only Bonus Track) – 2:58 (Hood)
10. After the Scene Dies – 4:07 (Hood)
11. (It's Gonna Be) I Told You So – 2:03 (Tucker)
12. Santa Fe – 3:26 (Hood)
13. The Flying Wallendas – 5:16 (Hood)
14. Eyes Like Glue – 3:16 (Cooley)

## Formazione
- Mike Cooley – chitarra, voce
- Patterson Hood – chitarra, voce
- John Neff – chitarra, pedal steel guitar
- Brad Morgan – batteria
- Shonna Tucker – basso, voce
- Jay Gonzalez – tastiera, cori
- David Barbe – chitarra, tastiera